# Can I Play with Madness
Can I Play with Madness è il sedicesimo singolo pubblicato dagli Iron Maiden, il primo estratto dall'album Seventh Son of a Seventh Son di cui costituisce l'anticipazione.
Nella sua primissima versione il brano doveva essere una ballata dal titolo By the Wings of Eagle. Il singolo ha avuto un buon successo di vendite arrivando fino alla terza posizione nella classifica inglese.
Il brano narra di un giovane ossessionato da visioni che crede di impazzire e si rivolge ad un vecchio profeta perché, attraverso la sua sfera di cristallo, lo aiuti a capirle. Il giovane però è scettico e ignora i consigli del profeta causando un litigio fra i due.
Nella b-side del disco troviamo il brano Black Bart Blues in cui si racconta di come la band, durante il tour del 1983, passasse davanti ad una stazione di servizio in Florida dove erano in vendita tre statue di una armatura a cavallo (chiamate Black Bart) una delle quali comprata da Bruce Dickinson.
Completa il singolo la cover del brano Massacre dei Thin Lizzy.

## Tracce
1. Can I Play with Madness  (Smith, Dickinson, Harris)  - 3:34
2. Black Bart Blues  (Harris, Dickinson)  - 6:40
3. Massacre  (Phil Lynott, Scott Gorham, Brian Downey)  - 2:56

## Formazione
- Bruce Dickinson - voce
- Adrian Smith - chitarra
- Dave Murray - chitarra
- Steve Harris - basso
- Nicko McBrain - batteria

## Video
- Il video è stato girato a Tintern Abbey, in Wye Valley.
- Nel video compare, nella parte dell'insegnante degli studenti, Graham Chapman dei Monty Python.[1][2]